# Горгаузен (Рейн-Лан)
Горгаузен (нім. Horhausen) — громада в Німеччині, розташована в землі Рейнланд-Пфальц. Входить до складу району Рейн-Лан. Складова частина об'єднання громад Діц.
Площа — 5,46 км2. Населення становить 296 ос. (станом на 31 грудня 2020).